# Bembidion rupicola
Bembidion rupicola är en skalbaggsart som beskrevs av Kirby. Bembidion rupicola ingår i släktet Bembidion och familjen jordlöpare. Inga underarter finns listade i Catalogue of Life.